# Hans Hansen (snedker)
 Der er flere personer med dette navn, se Hans Hansen.
Hans Hansen, kaldet Hellig-Hansen (7. september 1849 i Tågerup – 18. juni 1923 i København), var en københavnsk snedkermester og byggematador, der bl.a. etablerede National Scala og Dagmarteatret samt på kort tid opførte mange ejendomme i København. Han er skildret i Herman Bangs roman Stuk fra 1887.

## Baggrund
Hans Hansen kom fra små kår og var søn af en parcellist. Han kom til København fra Roskilde i 1872. Han var født i landsbyen Tågerup nord for Roskilde. Her traf Hansen tjenestepigen Ane Sophie Nielsen, der kom fra Magletving i Birket Sogn ved Nakskov, hvor hun var født i en husmandsfamilie 7. maj 1845. Hun og Hansen blev viet i 1872 i Roskilde Domkirke, og parret rejste dernæst til København, hvor han blev svend i Oxelbergs Maskinsnedkeri i Smedegade 19 og hjørnet af Blågårdsgade. I snedkeriet "skyede han al raa Tale", hvorfor han angiveligt fik øgenavnet Hellig-Hansen.

## Byggematador
Den 10. september 1874 løste han borgerskab i København. Hans karriere som byggespekulant begyndte samme år på Frederiksberg, hvor han først opførte huse for slægtninge. Derefter fortsatte han for egen regning med at bygge inden for Søerne, hvor han opførte en række rigt dekorerede bygninger omkring den nuværende Israels Plads. Modsat meget andet spekulationsbyggeri fra perioden var der ikke noget byggesjusk ved Hansens huse. Den rige dekoration af facaderne udført i cementstuk har givet navn til Herman Bangs kendte roman, hvor facaderne bliver symbol på en overfladisk kultur med uoverensstemmelse mellem indhold og udtryk, men der er ikke tale om, at facaderne i tidens byggeri blev udsmykket med stuk – der var tale om cement. Hansens opstigen ad den sociale rangstige var hastig, og i marts 1883 fik han Ridderkorset, da han havde færdiggjort sine to største projekter, Dagmarteatret, som var finansieret af Isak Glückstadt, og National Scala. Med sin entré i underholdningsbranchen blev Hansens navn også knyttet til forlystelseslivet.

## Fallit og senere liv
Hans Hansen blev i foråret 1884 bragt til fallit af mere professionelle partnere. Han gled hurtigt ud af samfundets hukommelse, men han klarede sig pænt ved arbejde for andre indtil ca. 1905, da et slagtilfælde gjorde ham umælende. Han endte derfor som fattiglem på Almindelig Hospital. De forargede spidsborgere ønskede ham Ridderkorset frataget, men han fik lov til at beholde det til sin død som 74-årig i glemsel 1923. Hans enke blev næsten 90 år gammel.

## Bygherre
Hans Hansen var bygherre for:
- Kastanievej 1, Frederiksberg (1874)
- Mynstersvej 10, Frederiksberg (1877)
- Rømersgade 1-5 (1879 af Julius Bagger)
- Ahlefeldtsgade 16 (1879)
- Dag Hammarskjölds Allé 3-5 (1879-80)
- Nørre Farimagsgade 13-15 (1880-81 af C. Knudsen)
- National Scala (1880-83 af H.V. Brinkopff)
- Dagmarteatret (1881-83 Ove Petersen efter forlæg af Charles Abrahams, finansieret af Isak Glückstadt)
- Cirkusbygningen (1885-86 af H.V. Brinkopff, forberedt af Hansen, færdiggjort af andre bygherrer)